# آرچی بورگون
آرچی بورگون (انگلیسی: Archie Burgon؛ ۲۸ مارس ۱۹۱۲ – ۱۹۹۴ (۸۱−۸۲ سال)) بازیکن فوتبال اهل بریتانیا بود.
از باشگاه‌هایی که در آن بازی کرده‌است می‌توان به باشگاه فوتبال تاتنهام هاتسپر، باشگاه فوتبال کارلایل یونایتد، باشگاه فوتبال گرنثم تاون، باشگاه فوتبال نوتس کانتی، و باشگاه فوتبال ورکسام اشاره کرد.